# Sciara schultzei
Sciara schultzei är en tvåvingeart som beskrevs av Rubsaamen 1908. Sciara schultzei ingår i släktet Sciara och familjen sorgmyggor. Inga underarter finns listade i Catalogue of Life.